# 佐竹義諶
佐竹 義諶（さたけ よしつま/よしみち）は、江戸時代後期の大名。出羽国岩崎藩8代藩主。佐竹壱岐守家8代当主。通称は東直五郎、求馬。官位は従五位下・壱岐守、播磨守。

## 経歴
陸奥相馬中村藩主・相馬益胤の四男。正室は熊川氏（秋田藩士・佐竹義茂の養女）。
佐竹家側の記録によれば、はじめ義諶は中村藩士・岡田智胤の養子となり、岡田泰胤を称したという。ただし、相馬家側の記録によれば、義諶（幸之助）は中村藩士・熊川長基の養子となり、熊川長顕を称していたという。佐竹義諶を益胤の四男、岡田泰胤を益胤の五男、すなわち別人としている。
安政4年（1857年）7月20日、実兄の秋田新田藩主佐竹義核（後の佐竹義堯）の本家相続に伴い、秋田新田藩佐竹家への養子入りを要請される。同年7月26日中村を出発、8月3日江戸に到着。同年9月16日義核の養子として家督を相続した。
慶応4年（1868年）3月、出羽国河辺郡椿台に陣屋を構える。それまで秋田新田藩佐竹家は特定の領地を持っておらず、江戸定府だった。戊辰戦争では新政府軍として矢島口で庄内藩と戦って武功を挙げた。明治2年（1869年）5月25日、養嗣子の義理に家督を譲って隠居した。明治3年（1870年）4月16日死去、享年34。墓所は東京都板橋区小豆沢三丁目の総泉寺。明治41年（1908年）9月9日、従四位を追贈された。

## 系譜
- 父：相馬益胤（1796 - 1845）
- 母：池田氏 - 側室
- 養父：熊川長基 - 陸奥国相馬中村藩士
- 養父：佐竹義核（1825 - 1884）
- 正室：寿（1835 - ?）- 佐竹義茂の養女、熊川氏の娘。
- 生母不明の子女（3男1女）
  - 長男：佐竹義脩（1854 - 1893）- 佐竹義堯の婿養子で佐竹宗家31代当主。後に宗家から旧岩崎藩家分家に離籍する。
- 養子
  - 佐竹義理（1858 - 1914） - 相馬充胤の三男